# Chamaetylas poliophrys
El alete gorgirrojo (Chamaetylas poliophrys) es una especie de ave paseriforme de la familia Muscicapidae propia de las montañas del oeste de la región de los Grandes Lagos de África.

## Distribución y hábitat
Se encuentra únicamente alrededor de los lagos Eduardo, Kivu y el norte del lago Turkana. Su hábitat natural es la selva montana de la falla Albertina.